# إلسا فون فريتاغ لورينغهوفن
إلسا هيلديغارد البارونة فون فريتاغ لورينغهوفن (بالألمانية: Elsa Hildegard Baroness von Freytag-Loringhoven، اسم عائلتها عند الولادة: بلوتس، 12 يوليو 1874 – 15 ديسمبر 1927) هي فنانة وشاعرة طليعية دادائية ألمانية عملت لعدة سنوات في قرية غرينويتش، نيويورك.
نُشر شعرها الاستفزازي بعد وفاتها في عام 2011 ضمن كتاب حمل عنوان عَرق الجسد: كتابات إلسا فون فريتاغ لورينغهوفن غير المجتزأة (بالإنجليزية: Body Sweats: The Uncensored Writings of Elsa von Freytag-Loringhoven). ومدحت صحيفة نيويورك تايمز الكتاب واعتبرته أحد الكتب الفنية البارزة لعام 2011.

## نشأتها
وُلدت إلسا بلوتس في مدينة شفينيمونده التابعة لمقاطعة بوميرانيا الألمانية آنذاك، لأبيها أدولف بلوتس الماسوني، وأمها إيدا ماري كلايست. كانت علاقتها مع والدها حساسة، إذ لطالما أكدت على مدى تسلطه في العائلة، إضافة إلى قسوته رغم قلبه الكبير. كانت تعمد في فنها إلى الحديث عن الطرق التي روجت البنى السياسيةُ من خلالها السلطةَ الذكرية ضمن الأُسَر، في سبيل الحفاظ على التراتبية الأبوية المجتمعية للدولة. ولعل سخطها على أبيها غذى منهجها الحياتي القائم على النشاط المناهض للأبوية. ومن جانب آخر، كانت علاقتها بوالدتها مليئة بالإعجاب، وربما كانت حرفة والدتها التي تضمنت إعادة استخدام الأغراض التي تعثر عليها قد مهدت الطريق لاستفادة فريتاغ لورينغهوفن من الأغراض والأنقاض التي تجمعها من الشوارع في أعمالها الفنية.
تلقت التدريب على التمثيل وعلمت ممثلة ومؤدية للون فودفيل المسرحي وأقامت علاقات عديدة مع فنانين في برلين وميونخ وإيطاليا، ودرست الفنون في داخاو قرب ميونخ.
تزوجت من المعماري المقيم في برلين أوغست إندل زواجًا مدنيًا في 22 أغسطس 1901 في برلين، ليصبح اسمها إلسا إندل. كانت العلاقة بينهما «علاقة مفتوحة»، ودخلت إلسا عام 1902 في علاقة عاطفية مع أحد أصدقاء إندل، وهو الشاعر والمترجم المغمور آنذاك فيلكس بول غريف (الذي عُرف في ما بعد باسم فريدريك فيليب غروف). وبعد سفر الثلاثة سوية إلى باليرمو في صقلية نهاية يناير 1903، انحل زواجها من إندل، ثم تطلقا في عام 1906. وعلى الرغم من أن انفصالهما كان مؤلمًا، أهدت عدة قصائد هجائية إلى إندل. وفي عام 1906، عادت هي وغريف إلى برلين، حيث تزوجا في 22 أغسطس 1907.
بحلول عام 1909، غرق غريف في ضائقة مالية كبيرة. وبمساعدة زوجته، زيف انتحاره وغادر إلى أمريكا الشمالية في أواخر يوليو 1909. وفي يوليو 1910، التحقت إلسا به في الولايات المتحدة، حيث أدارا مزرعة صغيرة في سبارتا، كنتاكي، غير البعيدة عن سينسيناتي. ثم هجرها غريف دون سابق إنذار في عام 1911 ورحل غربًا إلى إحدى مزارع البونانزا قرب فارغو في داكوتا الشمالية، لينتقل بعد ذلك إلى مانيتوبا في عام 1912، ولا يوجد ما يوثق طلاقها من غريف. بدأت تعمل عارضةً للفنانين في سينسيناتي، وشقت طريقها شرقًا عبر فيرجينيا الغربية وفيلادلفيا، ثم تزوجت من زوجها الثالث، البارون الألماني ليوبولد فون فريتاغ لورينغهوفن (ابن هوغو فون فريتاغ لورينغهوفن)، في نوفمبر 1913 في نيويورك. وباتت لاحقًا تُعرف باسم «البارونة الدادائية إلسا فون فريتاغ لورينغهوفن».

## أعمالها
في مدينة نيويورك، أعالت فريتاغ لورينغهوفن نفسها عن طريق العمل في مصنع سجائر إضافة إلى عملها عارضةً لفنانين مثل لوي بوشيه وجورج بيدل ومان راي. وظهرت أيضًا في أعمال لجورج غرانثام باين وآخرين، وأعمال طباعة حجرية لجورج بيدل، ولوحات لتريزا بيرنستاين.

### الشعر
حظيت البارونة بمنصة لشعرها في مجلة ذا ليتل ريفيو الأدبية، حيث نُشرت أعمالها بدءًا من عام 1918 إلى جانب فصول من رواية عوليس لجيمس جويس. اعتبرت جين هيب البارونةَ «أول دادائية أمريكية». وكانت من أوائل النساء الرائدات في الشعر الصوتي، لكنها أيضًا استغلت الانطلاقة بشكل إبداعي، إضافة إلى كون العديد من الألفاظ المنحوتة التي ألفتها، مثل تركيبي « Kissambushed» (الواقع في كمين القبلة) و« Phalluspistol» (مسدس القضيب)، تقوم مقام قصائد مصغرة. بقيت معظم قصائدها دون أن تُنشر إلى أن نُشر كتاب عرق الجسد، وظلت أوراقها الشخصية محفوظة بعد وفاتها لدى محررتها ووكيلتها الأدبية وشريكتها الفنية وعشيقتها جونا بارنز. حصلت مكتبات جامعة ماريلاند على مجموعة من أعمالها مع أوراق بارنز في عام 1973، لتفصل بعد ذلك أوراق فريتاغ لورينغهوفن وتتعامل معها على أنها مجموعة مستقلة. تضمنت المجموعة مراسلات وقصائد بصرية وأعمالًا فنية وأدبية أخرى للفنانة. ويملك قسم المجموعات الخاصة لدى جامعة ماريلاند أرشيفًا رقميًا كبيرًا لمخطوطاتها.

## روابط خارجية
- إلسا فون فريتاغ لورينغهوفن على موقع ديسكوغز (الإنجليزية)